# Рейка аксесуарів НАТО

Метричні розміри елментів планки

Рейка аксесуарів НАТО (англ. NATO Accessory Rail) — механічний рейковий інтерфейс, стандартизований НАТО відповідно до угоди про стандартизацію STANAG 4694, прийнятої у травні 2009 р. Рейка аксесуарів НАТО є стандартом для додаткового оснащення стрілецького озброєння, що монтується на нього.

## Опис
Рейка аксесуарів НАТО має зворотню сумісність з стандартом MIL-STD 1913 (прийнятий у 1995 году) на рейковий інтерфейс, відомий як «Рейка Пікатінні». В стандарті STANAG 4694 регламентовані метричні розміри планки, змінені допуски, передбачено використання для фіксації аксесуарів не тільки похилих граней, а й верхньої поверхні планки.
В НАТО діє також стандарт планки для аксесуарів STANAG 4740/ AEP-90, який передбачає електроживлення приналежностей. Конструкція відповідної планки відрізняється наявністю повздовжнього пазу по центру верхньої частини на всю її довжину, у якому періодично розміщуються пара контактів і вимикач. Через зазначені контакти можуть передаватися цифрові дані. Така конструкція дозволяє також зменшити вагу планки порівняно з варіантом, передбаченим STANAG 4694, та рейкою Пікатінні.

## Галерея

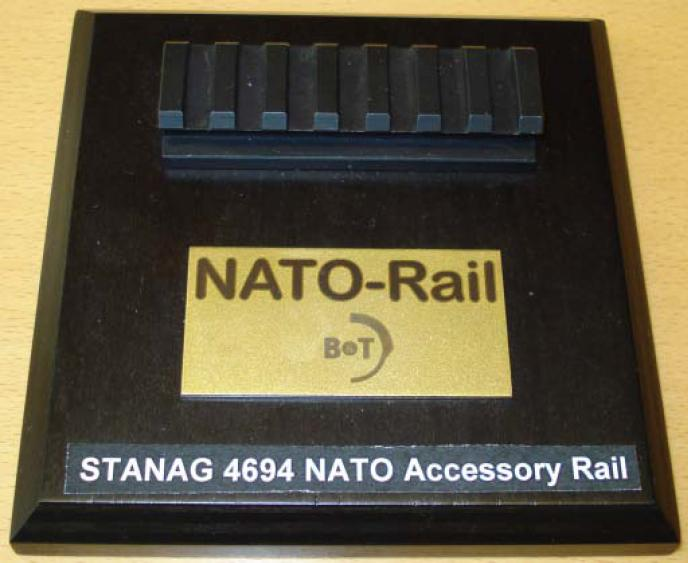
Рейка аксесуарів згідно STANAG 4694
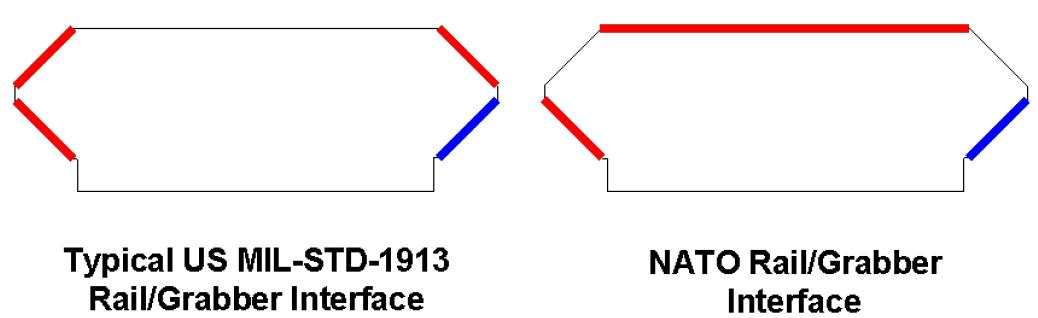
Різниця між класичною планкою Пікатінні і STANAG 4694 "NATO Accessory Rail".
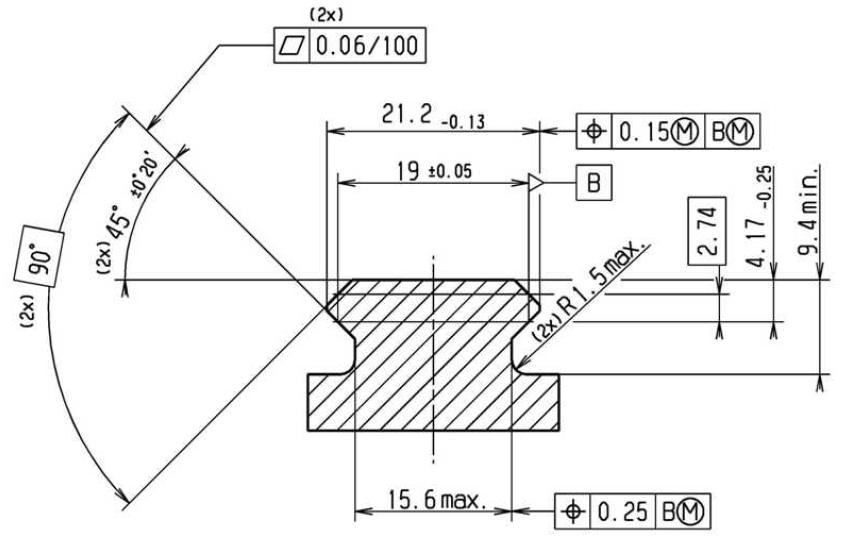
Розміри планки аксесуарів STANAG 4694 у мм.